# Абсхаген, Роберт
Роберт Абсхаген (нем. Robert Abshagen; 12 января 1911 года, Гамбург, Германия — 10 июля 1944 года, Гамбург, Германия) — коммунист, антифашист, член движения Сопротивления во время Второй мировой войны, член организации «Красная капелла».

## Биография
Роберт Абсхаген родился 12 января 1911 года в Гамбурге, в Германской империи. Получив аттестат зрелости, работал страховым агентом, затем был моряком на флоте, работал строителем. В 1931 году вступил в Коммунистическую партию Германии (KPD).
С 1933 года участвовал в движении сопротивления нацистскому режиму в Гамбурге. В 1934 году был осуждён Верховным земельным судом Гамбурга за «заговоре с целью совершения государственного переворота» и приговорён к двум с половиной годам лишения свободы. Заключение отбывал в Бремен-Озлебшаузен, затем его перевели в концентрационный лагерь Заксенхаузен, где он работал в лазарете.
После освобождения в апреле 1939 года снова стал членом движения сопротивления, организованным компартией в Гамбурге. В 1940 году вступил в контакт с Бернхардом Бестляйном и Францем Якобом. Вместе они создали организацию, получившую название группы Бестляйна-Якоба-Абсхагена. Он взял на себя руководство над работой различных ячеек и поддержанием связи с борцами сопротивления в других частях Германии. С целью установления контактов с антифашистами он совершал поездки в Берлин, Саксонию, Тюрингию и Рурскую область.
Волна арестов гестапо, связанная с расследованием специальной комиссией дела «Красной капеллы» и вызванная арестом Эрны Эйфлер и Вильгельма Феллендорфа. 19 октября 1942 года Роберт Абсхаген был арестован. 2 мая 1944 года народный суд приговорил его к высшей мере наказания. 10 июля 1944 года в Гамбурге приговор был приведён в исполнение.
Урна с его прахом в 1946 году была погребена в мемориальной роще на Ольсдорфском кладбище в Гамбурге. Мемориальная плита установлена ему в Вашельштрассе, 4 в Бармбеке, в пригороде на севере Гамбурга.